# Taras Zytynsky
 Taras Zytynsky (né le 30 mai 1962 à Montréal au Québec province du Canada) est un joueur franco-canadien de hockey sur glace.

## Carrière
Il commence sa carrière avec le Junior de Montréal en Ligue de hockey junior majeur du Québec en 1978. Il est choisi en 1980 au cours du repêchage d'entrée dans la Ligue nationale de hockey par les Flyers de Philadelphie en 4e ronde, en 84e position. Il n'a jamais disputé de match de LNH. Passé quatre saisons en Ligue américaine de hockey et en Ligue internationale, il part en Europe. Il joue au Chamonix en Division 1 de 1989 à 1991, puis à deux ans à Briançon en Ligue Magnus. Il porte ensuite les couleurs de Brest, Rouen et Viry-Châtillon. En 1997, il revient au Québec dans la Ligue de hockey semi-professionnel du Québec. Il termine sa carrière dans cette ligue en 2000.
Il est depuis quelques années gérant du département de charcuterie pour Metro mon épicier 

## Carrière internationale
Il a représenté l'Équipe de France de hockey sur glace aux championnats du monde en 1995 et 1996.

## Trophées et honneurs personnels
- 1982 : nommé dans la seconde équipe d'étoiles de la Ligue de hockey junior majeur du Québec.

## Statistiques
Pour les significations des abréviations, voir Statistiques du hockey sur glace.
| Saison    | Équipe                   | Ligue        |    | Saison régulière | Saison régulière | Saison régulière | Saison régulière | Saison régulière |   | Séries éliminatoires | Séries éliminatoires | Séries éliminatoires | Séries éliminatoires | Séries éliminatoires |
| Saison    | Équipe                   | Ligue        | PJ | B                | A                | Pts              | Pun              | PJ               | B | A                    | Pts                  | Pun                  |                      |                      |
| 1978-1979 | Junior de Montréal       | LHJMQ        | 59 | 4                | 12               | 16               | 25               |                  |   |                      |                      |                      |                      |                      |
| 1979-1980 | Junior de Montréal       | LHJMQ        | 72 | 12               | 29               | 41               | 104              |                  |   |                      |                      |                      |                      |                      |
| 1980-1981 | Junior de Montréal       | LHJMQ        | 45 | 7                | 13               | 20               | 56               |                  |   |                      |                      |                      |                      |                      |
| 1981-1982 | Junior de Montréal       | LHJMQ        | 64 | 18               | 39               | 57               | 82               | 14               | 1 | 3                    | 4                    | 31                   |                      |                      |
| 1982-1983 | Mariners du Maine        | LAH          | 80 | 12               | 24               | 36               | 45               | 13               | 0 | 2                    | 2                    | 4                    |                      |                      |
| 1983-1984 | Indians de Springfield   | LAH          | 70 | 1                | 17               | 18               | 55               | 4                | 0 | 1                    | 1                    | 8                    |                      |                      |
| 1984-1985 | Rivermen de Peoria       | LIH          | 66 | 5                | 11               | 16               | 71               | 14               | 1 | 2                    | 3                    | 15                   |                      |                      |
| 1985-1986 | Americans de Rochester   | LAH          | 65 | 2                | 15               | 17               | 78               |                  |   |                      |                      |                      |                      |                      |
| 1986-1987 | HC Bienne                | LNA          | 13 | 4                | 7                | 11               | 21               |                  |   |                      |                      |                      |                      |                      |
| 1988-1989 | Chamonix                 | Division 1   | 23 | 9                | 19               | 28               | 32               |                  |   |                      |                      |                      |                      |                      |
| 1989-1990 | Chamonix                 | Division 1   | 14 | 5                | 11               | 16               | 12               |                  |   |                      |                      |                      |                      |                      |
| 1990-1991 | Briançon                 | Ligue Magnus | 28 | 3                | 5                | 8                | 24               | 7                | 1 | 5                    | 6                    | 2                    |                      |                      |
| 1991-1992 | Briançon                 | Ligue Magnus | 31 | 3                | 10               | 13               | 36               |                  |   |                      |                      |                      |                      |                      |
| 1993-1994 | Brest                    | Ligue Magnus | 11 | 1                | 1                | 2                | 2                | 6                | 0 | 1                    | 1                    | 10                   |                      |                      |
| 1994-1995 | Rouen                    | Ligue Magnus | 25 | 4                | 4                | 8                | 18               | 5                | 4 | 2                    | 6                    | 4                    |                      |                      |
| 1995-1996 | Viry-Châtillon           | Ligue Magnus | 16 | 1                | 5                | 6                | 14               | 4                | 0 | 4                    | 4                    | 0                    |                      |                      |
| 1997-1998 | Dragons d'Iberville      | LHSPQ        | 16 | 3                | 14               | 17               | 12               |                  |   |                      |                      |                      |                      |                      |
| 1998-1999 | Dragons de Saint-Laurent | LHSPQ        | 28 | 1                | 7                | 8                | 10               |                  |   |                      |                      |                      |                      |                      |
| 1999-2000 | Dragons de Saint-Laurent | LHSPQ        | 30 | 3                | 7                | 10               | 16               | 11               | 1 | 4                    | 5                    | 2                    |                      |                      |
| 2000-2001 | Beaulieu d'Acton-Vale    | LHSPQ        | 9  | 0                | 0                | 0                | 0                | 11               | 0 | 1                    | 1                    | 8                    |                      |                      |
| 2000-2001 | Rapides de LaSalle       | LHSPQ        | 23 | 0                | 3                | 3                | 8                |                  |   |                      |                      |                      |                      |                      |